# The 1st Singles Box
The 1st Singles Box es una caja recopilatoria del grupo británico The Who, publicada por la compañía discográfica Polydor Records en mayo de 2004. La caja incluyó un total de doce discos compactos, imitando sendas ediciones en sencillo con sus respectivas caras A y B. Cada CD fue incluido dentro de una funda de papel que representaba el diseño de la portada de los sencillos. El último disco incluyó «Real Good Looking Boy» y «Old Red Wine», las primeras canciones de estudio de The Who en veintidós años, desde el lanzamiento de It's Hard en 1982.

## Lista de canciones
Todas las canciones escritas y compuestas por Pete Townshend excepto donde se anota.
Disco uno
1. "I Can't Explain" – 2:06
2. "Bald Headed Woman" (Shel Talmy) – 2:11

Disco dos
1. "My Generation" – 3:20
2. "Shout and Shimmy" (James Brown) – 3:17

Disco tres
1. "Substitute" – 3:51
2. "Circles" – 3:13

Disco cuatro
1. "I'm a Boy" – 2:38
2. "In the City" (John Entwistle, Keith Moon) – 2:24

Disco cinco
1. "Happy Jack" – 2:11
2. "I've Been Away" (Entwistle) – 2:08

Disco seis
1. "Pictures of Lily" – 2:45
2. "Doctor, Doctor" (John Entwistle) – 3:01

Disco siete
1. "I Can See for Miles" – 4:08
2. "Someone's Coming" (John Entwistle) – 2:31

Disco ocho
1. "Pinball Wizard" – 3:04
2. "Dogs Part II" (Moon / Towser / Jason) – 2:27

Disco nueve
1. "Won't Get Fooled Again" – 3:41
2. "Don't Know Myself" – 4:57

Disco diez
1. "5.15" – 4:23
2. "Water" – 4:42

Disco once
1. "Who Are You" – 5:08
2. "Had Enough" (Entwistle) – 4:31

Disco doce
1. "Real Good Looking Boy" (Townshend, Luigi Creatore, Hugo Peretti, George David Weiss) – 5:43
2. "Old Red Wine" – 3:44

## Personal
- Pete Townshend: guitarra y voz
- Roger Daltrey: voz, armónica y guitarra rítmica
- John Entwistle: bajo, trompeta, teclados y sintetizador
- Keith Moon: batería y voz
- Zak Starkey: batería en 'Real Good Looking Boy' y 'Old Red Wine'
- John Bundrick: piano y órgano Hammond en 'Real Good Looking Boy' y 'Old Red Wine'
- Greg Lake: bajo en 'Real Good Looking Boy'
- Simon Townshend: guitarra y teclados en 'Real Good Looking Boy'
- Pino Palladino: bajo en 'Old Red Wine'